# Masbagik Utara Baru
Masbagik Utara Baru is een bestuurslaag in het regentschap Oost-Lombok van de provincie West-Nusa Tenggara, Indonesië. Masbagik Utara Baru telt 5992 inwoners (volkstelling 2010).